# La Chapelle-Fortin
La Chapelle-Fortin é uma comuna francesa na região administrativa do Centro, no departamento Eure-et-Loir. Estende-se por uma área de 13,9 km². Em 2010 a comuna tinha 185 habitantes (densidade: 13,3 hab./km²).